# Kolonia bakteryjna

Poszczególne kolonie bakteryjne mogą mieć różną morfologię

Kolonia bakteryjna – kolonia (skupisko) bakterii, będących potomstwem tej samej, pojedynczej komórki, rosnąca na stałym podłożu hodowlanym (podłożu bakteryjnym).
Morfologia kolonii bakteryjnej (m.in. jej wielkość, kształt, barwa, tempo wzrostu, struktura powierzchni, kształt brzegu) jest istotnym czynnikiem identyfikacyjnym poszczególnych gatunków (lub nawet szczepów) bakterii.